# Làbarum

Làbarum de Constantí I coronat pel crismó

Làbarum (< del llatí labărum, -i; < del grec λάβαρον) és un estendard que usaven els emperadors romans.
A partir de Constantí I el Gran, portà un Crismó.
També s'anomena làbarum cantàbric o lauburu dos estendards que duien els pobles del nord-oest de la península Ibèrica.